# East Palestine
East Palestine és una ciutat al Comtat de Columbiana a l'estat d'Ohio. Segons el cens del 2000 tenia 4.917 habitants.

## Demografia
Segons el cens del 2000, East Palestine tenia 4.917 habitants, 1.975 habitatges, i 1.384 famílies. La densitat de població era de 685,4 habitants/km².
Dels 1.975 habitatges en un 30,9% hi vivien nens de menys de 18 anys, en un 54,6% hi vivien parelles casades, en un 11,6% dones solteres, i en un 29,9% no eren unitats familiars. En el 25,6% dels habitatges hi vivien persones soles el 14,1% de les quals corresponia a persones de 65 anys o més que vivien soles. El nombre mitjà de persones vivint en cada habitatge era de 2,49 i el nombre mitjà de persones que vivien en cada família era de 2,98.
Per edats la població es repartia de la següent manera: un 24,9% tenia menys de 18 anys, un 7,5% entre 18 i 24, un 28,4% entre 25 i 44, un 22,6% de 45 a 60 i un 16,7% 65 anys o més.
L'edat mediana era de 38 anys. Per cada 100 dones de 18 o més anys hi havia 87,5 homes.
La renda mediana per habitatge era de 35.738 $ i la renda mediana per família de 40.057 $. Els homes tenien una renda mediana de 30.550 $ mentre que les dones 17.237 $. La renda per capita de la població era de 16.243 $. Aproximadament el 5,5% de les famílies i el 10% de la població estaven per davall del llindar de pobresa.

## Poblacions properes
El següent diagrama mostra les poblacions més properes.